# Juncus brevicaudatus
Juncus brevicaudatus är en tågväxtart som först beskrevs av Georg George Engelmann, och fick sitt nu gällande namn av Merritt Lyndon Fernald. Juncus brevicaudatus ingår i släktet tåg, och familjen tågväxter. Inga underarter finns listade i Catalogue of Life.